# Madagh
Madagh (arabiska: مداغ) är en ort i Marocko, som i folkräkningen räknas som stad i landskommunen med samma namn. Den ligger i provinsen Berkane och regionen Oriental, 400 km öster om huvudstaden Rabat. Antalet invånare var 2 452 vid folkräkningen 2014.